# Швендау

## Історія
|                                  |
| Швендау на мапі округу та землі. |

Швендау (нім. Schwendau) — громада округу Швац у землі Тіроль, Австрія. Швендау розташований на висоті 620 м над рівнем моря і займає площу 17,36 км². Населення громади становить 1608 мешканців, а густота населення — 93 осіб/км².
Швендау знаходиться на захід від річки Ціллер у її долині. Громада має чимало спільних установ із сусіднім Гіппахом, зокрема управління обох громад розміщене в одному будинку.

## Географія
Швендау розташований у задній частині долини Ціллерталь, на захід від річки Ціллер, на алювіальних конусах кількох струмків. Площа муніципалітету становить 17 км² і простягається від Ціллера (620 м) до вершини Хоарбергйох (2590 м). 43% території займають альпійські пасовища, 38% покриті лісом, а 12% використовуються для сільського господарства.

## Історія
Швендау вперше згадується в документі 1200 року як Swentowe (що означає "галявина на лузі") в урбарі Зальцбурзького архієпископства. Імовірно, на пагорбі Бургштальшрофен до XIV століття стояв замок, однак археологічні розкопки 2015 року поки що не підтвердили цього припущення. Швендау отримав статус політичного муніципалітету у 1817 році.

## Адреса управління громади
Johann-Sponring-Straße 80, 6283 Schwendau.

## Додатково
Вікісховище має мультимедійні дані за темою: Швендау.